# Hongkong a 2008. évi nyári olimpiai játékokon
Hongkong a kínai Pekingben megrendezett 2008. évi nyári olimpiai játékok egyik részt vevő nemzete volt. Az országot az olimpián 11 sportágban 34 sportoló képviselte, akik érmet nem szereztek.

## Asztalitenisz

### Férfi
| Versenyző   | Versenyszám | Selejtező         | 64-es főtábla     | 48-as főtábla                                                        | 32-es főtábla                                           | Nyolcaddöntő                                            | Negyeddöntő                                   | Elődöntő          | Döntő             | Helyezés |
| Versenyző   | Versenyszám | Ellenfél Eredmény | Ellenfél Eredmény | Ellenfél Eredmény                                                    | Ellenfél Eredmény                                       | Ellenfél Eredmény                                       | Ellenfél Eredmény                             | Ellenfél Eredmény | Ellenfél Eredmény | Helyezés |
| ----------- | ----------- | ----------------- | ----------------- | -------------------------------------------------------------------- | ------------------------------------------------------- | ------------------------------------------------------- | --------------------------------------------- | ----------------- | ----------------- | -------- |
| Ko Lai Chak | Egyes       |                   |                   | Panajótisz Giónisz (GRE) · 11-5, 7-11, 11-4, 10-12, 11-8, 4-11, 11-4 | Ju Szungmin (KOR) · 11-7, 11-8, 11-6, 4-11, 5-11, 12-10 | Dimitrij Ovtcharov (GER) · 11-4, 11-7, 11-4, 1-11, 11-1 | Vang Hao (CHN) · 7-11, 11-8, 6-11, 7-11, 9-11 | kiesett           | kiesett           | 5.       |
| Li Ching    | Egyes       |                   |                   |                                                                      | Csang Szongman (PRK) · 11-4, 11-9, 11-8, 9-11, 11-8     | Ruiwu Tan (CRO) · 11-9, 6-11, 12-10, 8-11, 11-13, 5-11  | kiesett                                       | kiesett           | kiesett           | 9.       |
| Cheung Yuk  | Egyes       |                   |                   |                                                                      | Jörgen Persson (SWE) · 9-11, 7-11, 4-11, 11-9, 2-11     | kiesett                                                 | kiesett                                       | kiesett           | kiesett           | 17.      |

#### Csapat
- Cheung Yuk
- Ko Lai Chak
- Li Ching

D csoport
| Csapat      | JM | GY | V | GyJ | VJ | PT |
| ----------- | -- | -- | - | --- | -- | -- |
| Japán       | 3  | 3  | 0 | 27  | 8  | 6  |
| Hongkong    | 3  | 2  | 1 | 23  | 21 | 4  |
| Nigéria     | 3  | 1  | 2 | 17  | 29 | 2  |
| Oroszország | 3  | 0  | 3 | 20  | 29 | 0  |

| Hongkong (HKG) | 3 – 1 | Oroszország |

| Hongkong (HKG) | 3 – 0 | Nigéria |

| Hongkong (HKG) | 0 – 3 | Japán |

Vigaszág első kör
| Hongkong (HKG) | 3 – 0 | Tajvan |

Vigaszág második kör
| Dél-Korea (KOR) | 3 – 1 | Hongkong |

| Csapat   | Helyezés |
| -------- | -------- |
| Hongkong | 5.       |

### Női
| Versenyző   | Versenyszám | Selejtező         | 64-es főtábla     | 48-as főtábla                                     | 32-es főtábla                                       | Nyolcaddöntő                                                   | Negyeddöntő                                    | Elődöntő          | Döntő             | Helyezés |
| Versenyző   | Versenyszám | Ellenfél Eredmény | Ellenfél Eredmény | Ellenfél Eredmény                                 | Ellenfél Eredmény                                   | Ellenfél Eredmény                                              | Ellenfél Eredmény                              | Ellenfél Eredmény | Ellenfél Eredmény | Helyezés |
| ----------- | ----------- | ----------------- | ----------------- | ------------------------------------------------- | --------------------------------------------------- | -------------------------------------------------------------- | ---------------------------------------------- | ----------------- | ----------------- | -------- |
| Lin Ling    | Egyes       |                   |                   |                                                   | Taccjana Kasztramina (BLR) · 11-6, 11-3, 11-6, 11-8 | Li Jia Wei (SIN) · 11-4, 12-14, 12-10, 8-11, 11-5, 9-11, 11-13 | kiesett                                        | kiesett           | kiesett           | 9.       |
| Lau Sui Fei | Egyes       |                   |                   | Yi Fang Xian (FRA) · 11-3, 9-11, 11-3, 11-8, 11-4 | Kuo Jüe (CHN) · 2-11, 8-11, 6-11, 6-11              | kiesett                                                        | kiesett                                        | kiesett           | kiesett           | 17.      |
| Tie Ya Na   | Egyes       |                   |                   |                                                   | Yanfei Shen (ESP) · 6-11, 11-7, 12-10, 11-4, 11-5   | Qiangbing Li (AUT) · 11-9, 9-11, 2-11, 11-2, 11-9, 8-11, 11-3  | Vang Nan (CHN) · 5-11, 4-11, 13-11, 2-11, 4-11 | kiesett           | kiesett           | 5.       |

#### Csapat
- Lau Sui Fei
- Lin Ling
- Tie Ya Na

C csoport
| Csapat        | JM | GY | V | GyJ | VJ | PT |
| ------------- | -- | -- | - | --- | -- | -- |
| Hongkong      | 3  | 3  | 0 | 27  | 6  | 6  |
| Románia       | 3  | 2  | 1 | 23  | 20 | 4  |
| Lengyelország | 3  | 1  | 2 | 22  | 25 | 2  |
| Németország   | 3  | 0  | 3 | 7   | 28 | 0  |

| Hongkong (HKG) | 3 – 0 | Lengyelország |

| Hongkong (HKG) | 3 – 0 | Románia |

| Hongkong (HKG) | 3 – 0 | Németország |

Elődöntő
| Kína (CHN) | 3 – 0 | Hongkong |

Vigaszág második kör
| Hongkong (HKG) | 2 – 3 | Japán |

| Csapat   | Helyezés |
| -------- | -------- |
| Hongkong | 5.       |

## Atlétika
Férfi
| Versenyző   | Versenyszám | Előfutam | Előfutam | Előfutam | Negyeddöntő | Negyeddöntő | Negyeddöntő | Elődöntő | Elődöntő | Elődöntő | Döntő   | Döntő    |
| Versenyző   | Versenyszám | Idő      | Hely.    | Össz.    | Idő         | Hely.       | Össz.       | Idő      | Hely.    | Össz.    | Idő     | Helyezés |
| ----------- | ----------- | -------- | -------- | -------- | ----------- | ----------- | ----------- | -------- | -------- | -------- | ------- | -------- |
| Chun Ho Lai | 100 m       | 10,63    | 7.       | 56.*     | kiesett     | kiesett     | kiesett     | kiesett  | kiesett  | kiesett  | kiesett | kiesett  |

Női
| Versenyző   | Versenyszám | Előfutam | Előfutam | Előfutam | Negyeddöntő | Negyeddöntő | Negyeddöntő | Elődöntő | Elődöntő | Elődöntő | Döntő   | Döntő    |
| Versenyző   | Versenyszám | Idő      | Hely.    | Össz.    | Idő         | Hely.       | Össz.       | Idő      | Hely.    | Össz.    | Idő     | Helyezés |
| ----------- | ----------- | -------- | -------- | -------- | ----------- | ----------- | ----------- | -------- | -------- | -------- | ------- | -------- |
| Kin Yee Wan | 100 m       | 12,37    | 6.       | 60.      | kiesett     | kiesett     | kiesett     | kiesett  | kiesett  | kiesett  | kiesett | kiesett  |

* - egy másik versenyzővel azonos időt ért el

## Evezés
Férfi
| Versenyző                  | Versenyszám              | Előfutam | Előfutam | Vigaszág/ Egypárevezősnél középdöntő | Vigaszág/ Egypárevezősnél középdöntő | Elődöntő | Elődöntő | Elődöntő | Döntő | Döntő   | Döntő | Helyezés |
| Versenyző                  | Versenyszám              | Idő      | Hely.    | Idő                                  | Hely.                                | Típus    | Idő      | Hely.    | Típus | Idő     | Hely. | Helyezés |
| -------------------------- | ------------------------ | -------- | -------- | ------------------------------------ | ------------------------------------ | -------- | -------- | -------- | ----- | ------- | ----- | -------- |
| Law Hiu Fung               | Egypárevezős             | 7:45,96  | 3.       | 7:29,21                              | 6.                                   | C/D      | 7:32,61  | 6.       | D     | 7:06,17 | 2.    | 20.      |
| So Sau Wah Kwong Wing Chow | Könnyűsúlyú kétpárevezős | 6:34,51  | 4.       | 6:58,71                              | 5.                                   | C/D      | 6:33,79  | 3.       | C     | 6:34,48 | 4.    | 16.      |

Női
| Versenyző  | Versenyszám  | Előfutam | Előfutam | Középdöntő | Középdöntő | Elődöntő | Elődöntő | Elődöntő | Döntő | Döntő   | Döntő | Helyezés |
| Versenyző  | Versenyszám  | Idő      | Hely.    | Idő        | Hely.      | Típus    | Idő      | Hely.    | Típus | Idő     | Hely. | Helyezés |
| ---------- | ------------ | -------- | -------- | ---------- | ---------- | -------- | -------- | -------- | ----- | ------- | ----- | -------- |
| Ka Man Lee | Egypárevezős | 8:23,02  | 5.       | 8:04,68    | 6.         | C/D      | 8:30,80  | 6.       | E     | 7:56,07 | 1.    | 23.      |

## Kerékpározás

### Hegyi-kerékpározás
| Versenyző      | Versenyszám        | Idő           | Helyezés |
| -------------- | ------------------ | ------------- | -------- |
| Chun Hing Chan | Férfi terepverseny | 2 kör hátrány | 40.      |

### Országúti kerékpározás
Férfi
| Versenyző  | Versenyszám   | Idő              | Helyezés |
| ---------- | ------------- | ---------------- | -------- |
| Kin San Wu | Mezőnyverseny | 7:05:57 (+42:08) | 88.      |

### Pálya-kerékpározás
Pontversenyek
| Versenyző    | Versenyszám       | Pont | Helyezés |
| ------------ | ----------------- | ---- | -------- |
| Wong Kam Po  | Férfi pontverseny | 5    | 15.      |
| Wan Yiu Wong | Női pontverseny   | 0    | 15.      |

## Lovaglás
Díjugratás
| Versenyző                               | Ló                  | Versenyszám | Selejtező | Selejtező | Selejtező | Selejtező | Selejtező | Selejtező | Selejtező | Selejtező | Döntő   | Döntő   | Döntő   | Döntő   | Végeredmény | Végeredmény |
| Versenyző                               | Ló                  | Versenyszám | 1. kör    | 1. kör    | 2. kör    | 2. kör    | 2. kör    | 3. kör    | 3. kör    | 3. kör    | 1. kör  | 1. kör  | 2. kör  | 2. kör  | Végeredmény | Végeredmény |
| Versenyző                               | Ló                  | Versenyszám | Bünt.     | Hely.     | Bünt.     | Össz.     | Hely.     | Bünt.     | Össz.     | Hely.     | Bünt.   | Hely.   | Bünt.   | Hely.   | Bünt.       | Helyezés    |
| --------------------------------------- | ------------------- | ----------- | --------- | --------- | --------- | --------- | --------- | --------- | --------- | --------- | ------- | ------- | ------- | ------- | ----------- | ----------- |
| Man Kit Cheng                           | Can Do              | Egyéni      | 6         | 42.       | 21        | 27        | 51.       | kiesett   | kiesett   | kiesett   | kiesett | kiesett | kiesett | kiesett | kiesett     | kiesett     |
| Lap Suen Lam                            | Urban               | Egyéni      | 0         | 1.        | 9         | 9         | 19.       | 36        | 45        | 40.       | kiesett | kiesett | kiesett | kiesett | kiesett     | kiesett     |
| Samantha Lam                            | Tresor              | Egyéni      | 14        | 60.       | 29        | 43        | 57.       | kiesett   | kiesett   | kiesett   | kiesett | kiesett | kiesett | kiesett | kiesett     | kiesett     |
| Lap Suen Lam Man Kit Cheng Samantha Lam | Urban Can Do Tresor | Csapat      |           |           |           |           |           |           |           |           | 59      | 13.     | kiesett | kiesett | kiesett     | kiesett     |

## Sportlövészet
Férfi
| Versenyző | Versenyszám          | Selejtező | Selejtező | Döntő   | Döntő    |
| Versenyző | Versenyszám          | Pont      | Helyezés  | Pont    | Helyezés |
| --------- | -------------------- | --------- | --------- | ------- | -------- |
| Fai Wong  | Gyorstüzelő pisztoly | 558       | 18.       | kiesett | kiesett  |

## Tollaslabda
| Versenyző   | Versenyszám | Selejtező                          | 32-es főtábla                    | Nyolcaddöntő                              | Negyeddöntő       | Elődöntő          | Bronz- mérkőzés   | Döntő             | Helyezés |
| Versenyző   | Versenyszám | Ellenfél Eredmény                  | Ellenfél Eredmény                | Ellenfél Eredmény                         | Ellenfél Eredmény | Ellenfél Eredmény | Ellenfél Eredmény | Ellenfél Eredmény | Helyezés |
| ----------- | ----------- | ---------------------------------- | -------------------------------- | ----------------------------------------- | ----------------- | ----------------- | ----------------- | ----------------- | -------- |
| Ng Wei      | Férfi egyes |                                    | Lin Tan (CHN) · 16-21, 13-21     | kiesett                                   | kiesett           | kiesett           | kiesett           | kiesett           | 17.      |
| Wang Chen   | Női egyes   |                                    | Eva Sládeková (SVK) · 21-7, 21-7 | Sájna Nehavál (IND) · 19-21, 21-11, 11-21 | kiesett           | kiesett           | kiesett           | kiesett           | 9.       |
| Pui Yin Yip | Női egyes   | Tracey Hallam (GBR) · 15-21, 17-21 | kiesett                          | kiesett                                   | kiesett           | kiesett           | kiesett           | kiesett           | 33.      |

## Triatlon
| Versenyző   | Versenyszám | 1,5 km úszás | 1,5 km úszás | 40 km kerékpározás | 40 km kerékpározás | 10 km futás      | 10 km futás      | Összesítés    | Összesítés    |
| Versenyző   | Versenyszám | Idő          | Hely.        | Idő                | Hely.              | Idő              | Hely.            | Idő           | Helyezés      |
| ----------- | ----------- | ------------ | ------------ | ------------------ | ------------------ | ---------------- | ---------------- | ------------- | ------------- |
| Lee Daniel  | Férfi       | 18:54        | 49.          | 58:24              | 7.*                | 36:22            | 43.              | 1:54:40,78    | 43.           |
| So Ning Mak | Női         | 21:18        | 54.          | nem teljesítette   | nem teljesítette   | nem teljesítette | nem teljesítette | nem ért célba | nem ért célba |

* - egy másik versenyzővel azonos időt ért el

## Úszás
Női
| Versenyző     | Versenyszám    | Előfutam | Előfutam | Előfutam | Elődöntő | Elődöntő | Elődöntő | Döntő   | Döntő    |
| Versenyző     | Versenyszám    | Idő      | Hely.    | Össz.    | Idő      | Hely.    | Össz.    | Idő     | Helyezés |
| ------------- | -------------- | -------- | -------- | -------- | -------- | -------- | -------- | ------- | -------- |
| Chan Elaine   | 50 m gyors     | 26,54    | 5.       | 44.*     | kiesett  | kiesett  | kiesett  | kiesett | kiesett  |
| Tsai Sherry   | 100 m hát      | 1:02,68  | 5.       | 34.      | kiesett  | kiesett  | kiesett  | kiesett | kiesett  |
| Tsai Sherry   | 200 m vegyes   | 2:18,91  | 3.       | 33.      | kiesett  | kiesett  | kiesett  | kiesett | kiesett  |
| Hoi Shun Au   | 200 m gyors    | 2:00,85  | 3.       | 31.      | kiesett  | kiesett  | kiesett  | kiesett | kiesett  |
| Hoi Shun Au   | 400 m gyors    | 4:14,82  | 3.       | 24.      |          |          |          | kiesett | kiesett  |
| Hoi Shun Au   | 800 m gyors    | 8:41,66  | 1.       | 29.      |          |          |          | kiesett | kiesett  |
| Hannah Wilson | 100 m gyors    | 55,32    | 1.       | 26.      | kiesett  | kiesett  | kiesett  | kiesett | kiesett  |
| Hannah Wilson | 100 m pillangó | 59,35    | 2.       | 30.*     | kiesett  | kiesett  | kiesett  | kiesett | kiesett  |

* - egy másik versenyzővel azonos időt ért el

## Vitorlázás
Férfi
| Versenyző     | Versenyszám     | Futam | Futam | Futam | Futam | Futam | Futam | Futam | Futam | Futam | Futam | Futam | Pontszám | Helyezés |
| Versenyző     | Versenyszám     | 1     | 2     | 3     | 4     | 5     | 6     | 7     | 8     | 9     | 10    | É     | Pontszám | Helyezés |
| ------------- | --------------- | ----- | ----- | ----- | ----- | ----- | ----- | ----- | ----- | ----- | ----- | ----- | -------- | -------- |
| King Yin Chan | Szörfvitorlázás | 5     | 4     | 2     | 5     | 3     | 33    | 21    | 27    | 7     | 8     | 2     | 84       | 6.       |

Női
| Versenyző    | Versenyszám     | Futam | Futam | Futam | Futam | Futam | Futam | Futam | Futam | Futam | Futam | Futam | Pontszám | Helyezés |
| Versenyző    | Versenyszám     | 1     | 2     | 3     | 4     | 5     | 6     | 7     | 8     | 9     | 10    | É     | Pontszám | Helyezés |
| ------------ | --------------- | ----- | ----- | ----- | ----- | ----- | ----- | ----- | ----- | ----- | ----- | ----- | -------- | -------- |
| Wai Kei Chan | Szörfvitorlázás | 10    | 10    | 6     | 13    | 7     | 12    | 6     | 7     | 14    | 4     | 18    | 93       | 9.       |

É - éremfutam

## Vívás
Férfi
| Versenyző    | Versenyszám | Selejtező         | 32-es főtábla            | Nyolcaddöntő      | Negyeddöntő       | Elődöntő          | Bronz- mérkőzés   | Döntő             | Helyezés |
| Versenyző    | Versenyszám | Ellenfél Eredmény | Ellenfél Eredmény        | Ellenfél Eredmény | Ellenfél Eredmény | Ellenfél Eredmény | Ellenfél Eredmény | Ellenfél Eredmény | Helyezés |
| ------------ | ----------- | ----------------- | ------------------------ | ----------------- | ----------------- | ----------------- | ----------------- | ----------------- | -------- |
| Lau Kwok Kin | Tőr, egyéni |                   | Csida Kenta (JPN) · 6-15 | kiesett           | kiesett           | kiesett           | kiesett           | kiesett           | 22.      |

Női
| Versenyző       | Versenyszám       | Selejtező         | 32-es főtábla                      | Nyolcaddöntő      | Negyeddöntő       | Elődöntő          | Bronz- mérkőzés   | Döntő             | Helyezés |
| Versenyző       | Versenyszám       | Ellenfél Eredmény | Ellenfél Eredmény                  | Ellenfél Eredmény | Ellenfél Eredmény | Ellenfél Eredmény | Ellenfél Eredmény | Ellenfél Eredmény | Helyezés |
| --------------- | ----------------- | ----------------- | ---------------------------------- | ----------------- | ----------------- | ----------------- | ----------------- | ----------------- | -------- |
| Yeung Chui Ling | Párbajtőr, egyéni |                   | Mincza-Nébald Ildikó (HUN) · 11-15 | kiesett           | kiesett           | kiesett           | kiesett           | kiesett           | 23.      |
| Chow Tsz Ki     | Kard, egyéni      |                   | Pao Jing-jing (CHN) · 5-15         | kiesett           | kiesett           | kiesett           | kiesett           | kiesett           | 23.      |